# Рудо (озеро)
Рудо — озеро в Гультяевской волости Пустошкинского района Псковской области. Вытянуто на 6 км с северо-востока на юго-запад при ширине в 0,4 — 0,6 км.
Площадь — 1,6 км² (159 га). Максимальная глубина — 7 м, средняя глубина — 2,6 м.
На берегу озера расположены деревни: Исаево, Батурино, Рудо.
Проточное. Относится к бассейну реки Ореховница, притока реки Уща.
Тип озера лещово-судачий. Массовые виды рыб: щука, окунь, плотва, лещ, судак, язь, линь, налим, ерш, красноперка, щиповка, вьюн, пескарь, уклея, густера, карась; широкопалый рак (единично).
Для озера характерно песчано-илистое дно, камни, песок.